# Аль-Ахдар (футбольный клуб)
Аль-Ахдар (араб. نادي الأخضر الرياضي, Nādī al-ʾAkhḍar al-Riyāḍī) — ливийский футбольный клуб из города Эль-Байда. Домашние матчи проводит на стадионе «Эль-Байда», вмещающем 7000 зрителей. Клуб трижды выходил в финал Кубка Ливии и трижды участвовал в Кубке Конфедерации КАФ. Клубные цвета — зелёный и белый.

## История

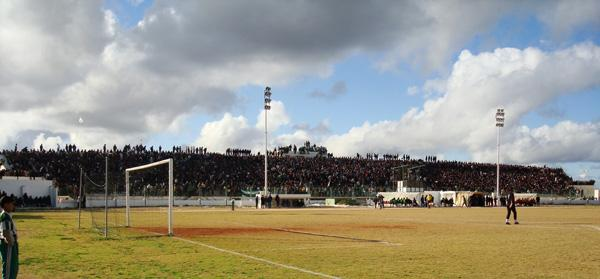
Стадион «Эль-Байда»

Команда основана в 1958 году. «Аль-Ахдар» никогда не побеждал национальных ливийских турнирах. Наивысшим достижением в чемпионате Ливии является третье место в сезонах 2005/06 и 2021/22. В Кубке Ливии «Аль-Ахдар» трижды (1976, 2005, 2007) доходил до финала, но ни разу не побеждал. Кроме того, команда дважды играла в матче за Суперкубок, но в обоих встречах уступала столичному «Аль-Иттихаду».
Успехи в кубке страны позволили команде дважды представлять Ливию в Кубке Конфедерации КАФ (втором по значимости африканском турнире). В 2006 году в предварительном раунде «Аль-Ахдар» уступил египетскому «Харасу Эль-Ходуд» (1:4 по сумме двух матчей), а в 2008 году вначале обыграл танзанийский «Янг Африканс» (2:1 по сумме двух матчей), а затем в 1/8 финала вновь уступил «Харасу» (1:2 по сумме двух матчей). В сезоне 2022/23 команда преодолела все три раунда квалификации и вышла в групповой этап.
В сезоне 2022/23 главным тренером является тунисский специалист Самир Чаммам.

## Достижения
- Финалист Кубка Ливии (3): 1976, 2005, 2007
- Финалист Суперкубка Ливии (2): 2005, 2007

## Главные тренеры
- Амар Руай (1964—1968)[10]
- Абдельхамид Зуба (1978—1980)[10]
- Милисав Богданович (1995—1996)[10]
- Рене Тельман (2008—2009)[10]
- Самир Чаммам (2022—н. в.)[9]

## Известные игроки
Игроками «Аль-Ахдара» в разное время являлись футболисты из Ливии и других стран Африки:
- Абдулхамейд Альзедане (лучший бомбардир чемпионата Ливии 2007/08)[12]
- Омар Дауд
- Усама Абдусалам
- Гума Муса
- Ари Папель
- Катберт Малахила
- Джуниор Макиесс

## Статистика

### Национальный чемпионат
В чемпионате Ливии «Аль-Ахдар» имел следующие результате:
- 2001/02 — 15 место
- 2003/04 — 9 место
- 2004/05 — 4 место
- 2005/06 — 3 место
- 2006/07 — 4 место
- 2007/08 — 4 место
- 2008/09 — 4 место
- 2009/10 — 5 место
- 2010/11 — 4 место
- 2021 — полуфинал
- 2021/22 — 3 место

### Международные соревнования
- Кубок Конфедерации КАФ: 3

2006 — Предварительный раунд
2008 — 1/16 финала
2022/23 — групповой этап